# Mértola
Mértola (prononciation ['mɛɾtulɐ], en arabe : مارتلة Martulah) est une ville et une municipalité du Portugal faisant partie du District de Beja ayant une superficie de 1 292,8 km2 et une population de 7 996 habitants.
Lors des XIe et XIIe siècles, la ville de Mértola est la capitale d'un royaume musulman, la taïfa de Mértola, fondé par Ahmad Ibn Qasi. Coiffant une colline au confluent du Guadiana et de l'Oeiras, la ville, que domine encore le donjon (restauré) et l'enceinte du château fort du XIIIe siècle, a conservé de son passé musulman la statue d'Ahmad Ibn Qasi et une ancienne mosquée transformée en église catholique.

## Administration
Le maire actuel est Jorge Rosa (PS).

## Subdivisions

Carte des paroisses de Mértola.

Depuis la loi no 11-A/2013 du 28 janvier 2013, portant réorganisation administrative du territoire des freguesias, la municipalité de Mértola est subdivisée en 7 paroisses (freguesia en portugais) contre 9 auparavant :
- Alcaria Ruiva,
- Corte do Pinto,
- Espírito Santo,
- Mértola,
- Santana de Cambas,
- São João dos Caldeireiros,
- São Miguel do Pinheiro, São Pedro de Solis e São Sebastião dos Carros (fusion de São Miguel do Pinheiro, São Pedro de Solis et São Sebastião dos Carros).

## Personnages célèbres
- Paio Peres Correia, Grand-Maître de l'Ordre de Santiago
- Pedro de Mascarenhas, explorateur portugais, mort le 23 juin 1555 à Goa y est né vers 1484